# العلاقات المجرية الجورجية
العلاقات المجرية الجورجية هي العلاقات الثنائية التي تجمع بين المجر وجورجيا.

## مقارنة بين البلدين
هذه مقارنة عامة ومرجعية للدولتين:
| وجه المقارنة                                              | المجر                                                       | جورجيا                          |
| --------------------------------------------------------- | ----------------------------------------------------------- | ------------------------------- |
| المساحة (كم2)                                             | 93.04 ألف                                                   | 69.70 ألف                       |
| عدد السكان (نسمة)                                         | 9.78 مليون                                                  | 3.72 مليون                      |
| الكثافة السكانية (ن./كم²)                                 | 105.12                                                      | 53.37                           |
| العاصمة                                                   | بودابست                                                     | تبليسي، كوتايسي                 |
| اللغة الرسمية                                             | لغة مجرية                                                   | اللغة الجورجية، اللغة الأبخازية |
| العملة                                                    | فورنت مجري                                                  | لاري جورجي                      |
| الناتج المحلي الإجمالي (بليون دولار)                      | 139.14 مليار                                                | 15.16 مليار                     |
| الناتج المحلي الإجمالي (تعادل القوة الشرائية) بليون دولار | 260.42 مليار                                                | 35.68 مليار                     |
| الناتج المحلي الإجمالي الاسمي للفرد دولار أمريكي          | 12.36 ألف                                                   | 3.79 ألف                        |
| الناتج المحلي الإجمالي للفرد دولار أمريكي                 | 25.07 ألف                                                   |                                 |
| مؤشر التنمية البشرية                                      | 0.828                                                       | 0.754                           |
| رمز المكالمات الدولي                                      | +36                                                         | +995                            |
| رمز الإنترنت                                              | .hu                                                         | .ge، .გე ‏                       |
| المنطقة الزمنية                                           | ت ع م+01:00، ت ع م+02:00، أوروبا/بودابست ‏، توقيت وسط أوروبا | ت ع م+04:00                     |

## مدن متوأمة
في ما يلي قائمة باتفاقيات التوأمة بين مدن مجرية وجورجية:
- ترتبط زومباثلي مع كوتايسي باتفاقية توأمة منذ 1991.

## منظمات دولية مشتركة
يشترك البلدان في عضوية مجموعة من المنظمات الدولية، منها:
| علم المنظمة | اسم المنظمة                             | تاريخ انضمام المجر | تاريخ انضمام جورجيا |
| ----------- | --------------------------------------- | ------------------ | ------------------- |
|             | اتفاقية السماوات المفتوحة               | ?                  | ?                   |
|             | يونسكو                                  | 14 سبتمبر 1948     | 7 أكتوبر 1992       |
|             | الفريق المعني برصد الأرض                | ?                  | ?                   |
|             | مؤسسة التمويل الدولية                   | 29 أبريل 1985      | 29 يونيو 1995       |
|             | مجلس أوروبا                             | 6 نوفمبر 1990      | 27 أبريل 1999       |
|             | مؤسسة التنمية الدولية                   | 29 أبريل 1985      | 31 أغسطس 1993       |
|             | منظمة التجارة العالمية                  | 1995               | 14 يونيو 2000       |
|             | منظمة الأمن والتعاون في أوروبا          | 25 يونيو 1973      | 24 مارس 1992        |
|             | المنظمة الأوروبية لسلامة الملاحة الجوية | 1992               | 2012                |
|             | الاتحاد البريدي العالمي                 | ?                  | ?                   |
|             | الاتحاد الدولي للاتصالات                | 1866               | 7 يناير 1993        |
|             | الأمم المتحدة                           | 14 ديسمبر 1955     | 31 يوليو 1992       |
|             | البنك الدولي للإنشاء والتعمير           | 7 يوليو 1982       | 7 أغسطس 1992        |

## وصلات خارجية
- موقع وزارة الخارجية المجرية
- موقع وزارة الخارجية الجورجية